# Lanxmeersestraat
De Lanxmeersestraat is een straat nabij het centrum van de stad Culemborg in de Nederlands provincie Gelderland. Op oude kaarten komt de straat al voor, maar dan geschreven als Langsmeersestraat. De straat begint bij de Weidsteeg en ligt in het verlengde van de Zandstraat; na 200 meter gaat de straat over in de Rijksstraatweg.
De naam verwijst naar de voormalige nederzetting Lanxmeer die rond 1130 voor het eerst wordt genoemd als cope-ontginning langs het veenriviertje De Meer. Een restant van dit riviertje stroomt nog steeds parallel aan de Lanxmeersestraat.
Tot omstreeks 2010 bestond deze weg uit een hoofdrijbaan, genaamd Rijksstraatweg, en een parallelbaan, genaamd Lanxmeersestraat. Na een reconstructie van beide wegen, kwam de parallelweg te vervallen. Omdat de aan deze parallelweg gelegen adressen Lanxmeersestraat schreven, is besloten de Rijksstraatweg te hernoemen in Lanxmeersestraat. De Rijksstraatweg is hiermee dus 200 meter korter geworden en eindigt nu al ter hoogte van de Beethovenlaan.
De Lanxmeersestraat kent één rijksmonument: het voormalige schakelhuis van de PGEM uit 1925, ontworpen door Henk Fels.